# 加藤繁秋
加藤 繁秋（かとう しげあき、1947年〈昭和22年〉6月11日 - 2022年〈令和4年〉8月17日）は、日本の政治家。衆議院議員（1期）を務めた。

## 経歴
香川県出身。1966年香川県立丸亀高等学校卒業。高松郵便局勤務の後、社青同中央部副委員長、日本社会党香川県政策審議会事務局長を経て、日本社会党県組織部長。1990年の総選挙で旧香川2区から立候補して初当選。1993年の総選挙で落選した。
その後1996年の総選挙、2000年の総選挙、2003年の総選挙と続けて社会民主党から立候補したが、全て落選した。
2022年8月17日、膵臓がんのため、死去。75歳没。